# Bagan
Bagan (rusky Баган) je řeka na jihu Novosibirské oblasti v Rusku. Je 364 km dlouhá. Povodí má rozlohu 10 700 km².

## Průběh toku
V povodí se nachází mnoho bažin a jezer.

## Vodní stav
Zdroj vody je převážně sněhový. Na dolním toku vysychá.